# Kıymet Koçyiğit
Kıymet Koçyiğit (ur. 27 czerwca 1993) – turecka zapaśniczka walcząca w stylu wolnym. Mistrzyni śródziemnomorska w 2012. Piąta na uniwersyteckich MŚ w 2016 roku.